# Aérodrome de Figeac-Livernon
L'aérodrome de Figeac-Livernon (code OACI : LFCF) est un aérodrome français situé dans le département du Lot.

## Géographie
L'aérodrome de Figeac-Livernon est situé en France, en région Occitanie, dans le département du Lot, sur la commune de Durbans, à proximité de celles de Figeac et de Livernon.

## Caractéristiques
- Piste bitumée longue de 900 m et large de 30 m.

C'est, avec l'aérodrome de Cahors - Lalbenque et celui de Lacave-le Frau, l'un des trois aérodromes dans le département du Lot. Outre les vols des avions et ULM basés sur le terrain, il existe une activité « affaires » à Figeac-Livernon.
Liste des aéro-clubs sur le terrain :
- l'Aéroclub de Figeac-Livernon[1] : 
  - cours de pilotage
  - avions école Cessna 150 & Piper PA-28

## Galerie

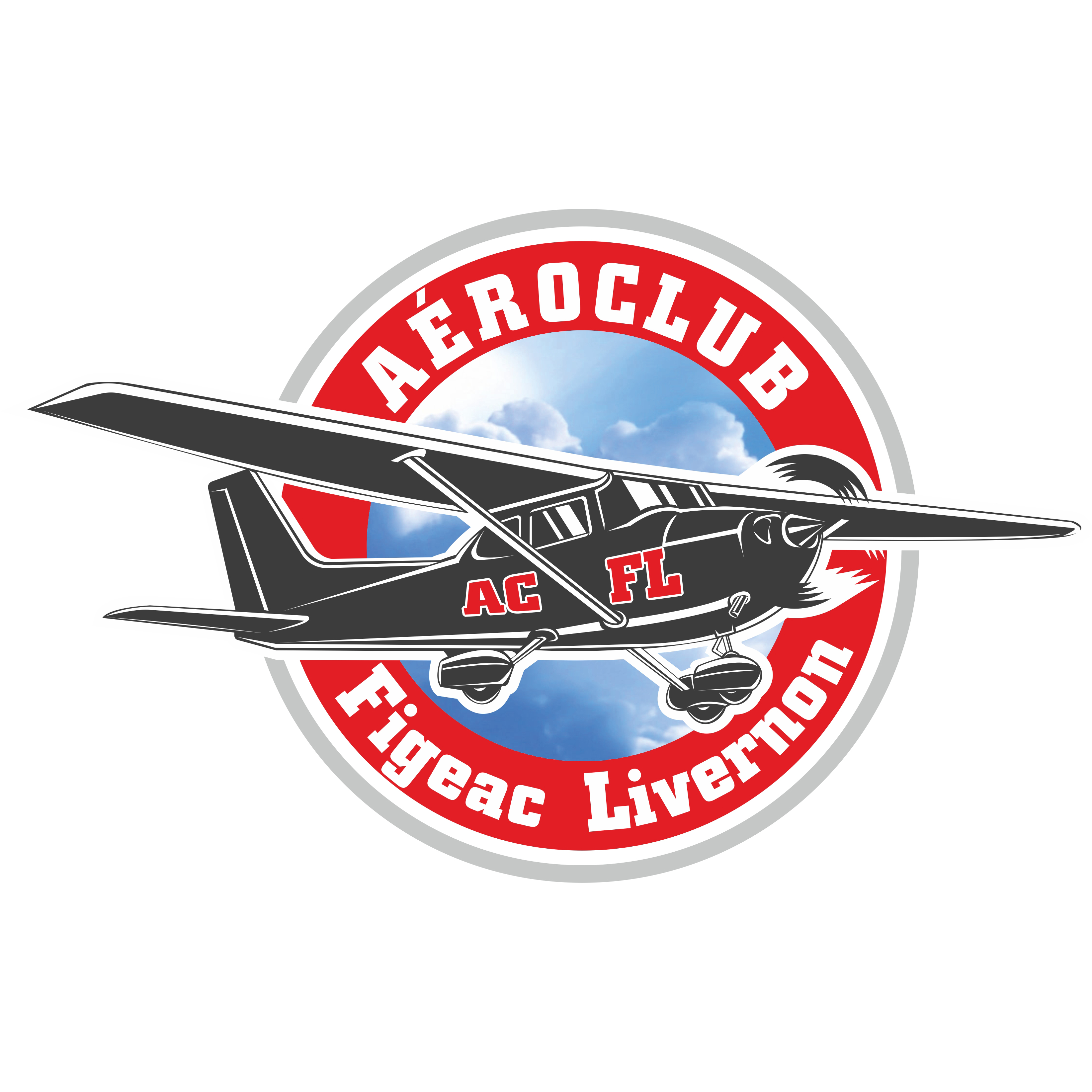
Aéroclub Figeac Livernon
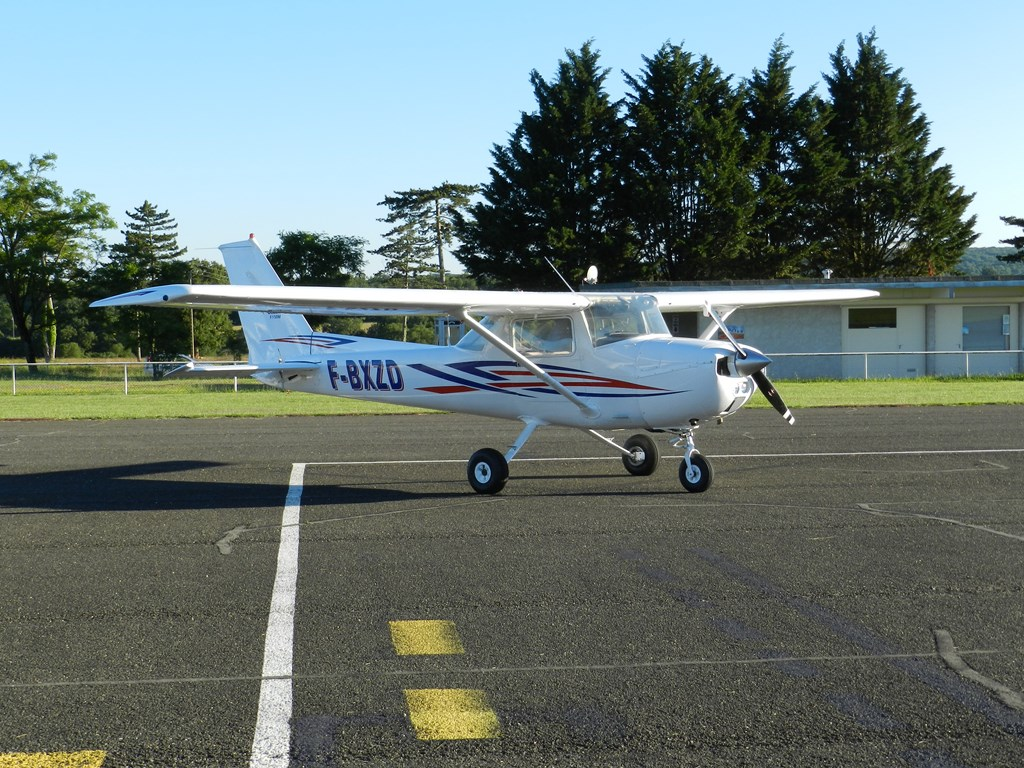
F-BXZD C150 aéroclub Figeac Livernon